# Chapelle Notre-Dame-de-Lorette de Sainte-Julie
Pour les articles homonymes, voir Chapelle Notre-Dame-de-Lorette.
La chapelle Notre-Dame-de-Lorette est une chapelle catholique construite vers l’an 1500 située à Sainte-Julie, commune française située dans le département de l'Ain en région Auvergne-Rhône-Alpes.

## Histoire

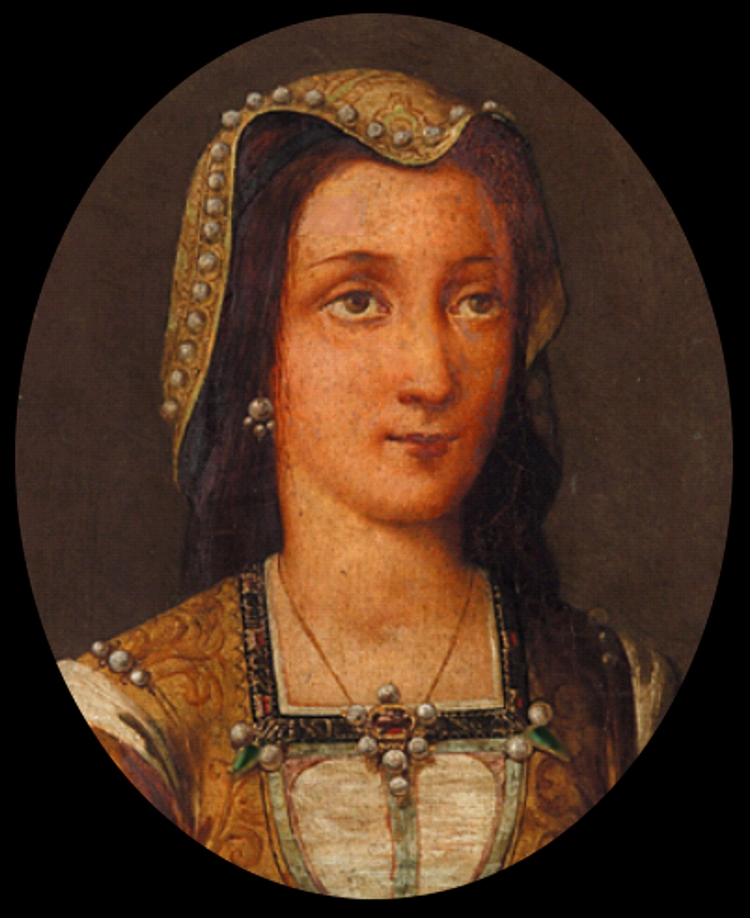
Claudine de Brosse.

La chapelle Notre-Dame-de-Lorette aurait la même origine que l'église de Brou.
Elle aurait en effet été bâtie à l’endroit où Philippe II de Savoie chuta un jour de cheval, en se blessant grièvement.
Son épouse Marguerite de Bourbon ayant fait le vœu, s'il se rétablissait, de construire un oratoire sur le lieu de l’accident (ainsi qu’une église à Brou), mais étant décédée peu de temps après, c’est la seconde épouse de Philippe, Claudine de Brosse (dite également Claudine de Bretagne) qui réalisa le vœu et fit construire le bâtiment.
La belle-fille de Philippe, Marguerite d'Autriche, réalisant la seconde partie du  vœu, fera construire l'église Saint-Nicolas-de-Tolentin de Brou vers  1513.

## Description
L’oratoire a été agrandi en 1866 pour en faire la chapelle actuellement existante. On distingue encore actuellement les deux parties de la construction, la plus ancienne à l'ouest étant constituée de galets issus des champs de la région, et la nouvelle à l'est de moellons de carrière.
En 1888 fut inaugurée la nouvelle décoration intérieure de la chapelle, comprenant notamment deux tableaux de chaque côté de l’autel, dont l'un représentait l’accident de chasse de Philippe II de Savoie. Malheureusement, la chapelle fut pillée après la Seconde Guerre mondiale et dépouillée de ses tableaux, meubles, vitraux, statue en pierre, ainsi que de la porte du tabernacle.
La clef de voûte de l'édifice porte les armoiries de Bretagne et de Savoie.